# Cero en conducta (serie de televisión)
Cero en conducta es una serie de televisión de comedia situacional mexicana creada por Jorge Ortiz de Pinedo, y producida por Televisa. La serie duró del 30 de abril de 1999 al 7 de febrero de 2003 con 5 temporadas y un total de 198 episodios.
Formó parte del bloque del Canal de las Estrellas Nos vemos a las 10 que se emitió los viernes como una barra de diferentes programas de comedia.

## Argumento
La comedia está ambientada en un salón de escuela formado por alumnos que se la pasan contando chistes y faltándole al respeto a la Maestra Canuta Lombardo Paredes y al Director Rigoberto Patiño Pantoja (apodado "Birolo"), por lo que constantemente recibían reglazos de parte de ellos. Un año después de que finalizara oficialmente el programa, el concepto se volvió a presentar en la televisión mexicana bajo el nombre La Escuelita VIP. La idea de Cero en conducta fue tomada del conocido corto estadounidense de 1920 School Days y del teatro de revista.
Originalmente, era un sketch que aparecía regularmente en el programa Al Ritmo de la noche, y se titulaba "La Escuelita". El sketch tuvo tanto éxito que luego de que terminó el programa, su creador Jorge Ortiz de Pinedo decidió rediseñarlo y complementarlo aún más para convertirlo en una serie con un espacio propio dentro del entonces horario nocturno de la barra de programas de comedia del Canal de las estrellas. Sin embargo, no todo el elenco que apareció en el sketch apareció en el programa original (de hecho, la maestra original era la Maestra Magdalena, interpretada por Rebeca Mankita, quien fue reemplazada por la Maestra Canuta, interpretada por Martha Ofelia Galindo).

## Recepción
Cero en conducta fue de 1999 a 2001 el programa más visto de la televisión mexicana, alcanzando niveles de índice de audiencia superiores a los 30 puntos.
A pesar de su gran éxito, la serie no quedó exenta de críticas y polémicas al mostrar una crítica al sistema educativo y político que había en ese entonces. El nombre de la escuela "Mártires de Almoloya" hacía referencia a la prisión de alta seguridad ubicada en Almoloya de Juárez. La maestra Canuta Lombardo Paredes era representada por una mujer obesa, con peinado ridículo y vestida con ropas folclóricas, lo cual hacia referencia a Beatriz Paredes, una política del PRI que iba al Congreso vestida de esa manera. 
También, como buen programa de chistes de la época, se le tiraba a los temas de actualidad y a los estereotipos con los que se etiquetaban a los personajes. En esta serie salía igualmente ofendido el maestro, el político, el argentino, la gente obesa, los homosexuales o las mujeres, esto debido a que los alumnos representaban estereotipos de algo que podían representar.
Por otra parte David Villalpando retomó el personaje de "El Profesor Virolo" como parte del programa de revista y variedad Se Vale, inicialmente emitido por Canal 4 y desde 2010 hasta 2012 por El Canal de las Estrellas, le da una nueva vida a este personaje y a algunos más que este mismo comediante ha sacado adelante como Don Ramón, Charly el gringo, El Mandrileño y Micro. 
Después de producir el programa La casa de la risa, Jorge Ortiz de Pinedo produjo el programa Par de Ases en 2005 en el cual juntó a 2 de los cómicos más conocidos en TV, Alejandro Suárez y Luis de Alba. En 2006, produce el programa ¡Qué madre, tan padre! que protagonizaron Maribel Guardia y Mauricio Castillo. En 2007, Jorge Ortiz de Pinedo produce y protagoniza la serie Una familia de diez que es una adaptación de la obra "El casado casa quiere", la serie al inicio solo tuvo una temporada sin embargo en el 2018 finalmente consigue su segunda temporada que ha logrado mantener al aire desde entonces 9 temporadas más ininterrumpidas desde entonces incluyendo un Spin-Off llamado ¿Tú crees? que ha expandido la ya naciente franquicia. En 2007 también hizo una nueva versión de Humor es... los Comediantes, titulada Fábrica de Risas. Apareció en los últimos episodios de la telenovela Hasta que el dinero nos separe como Rafael Medina Santillán. Fue villano en la telenovela Dos hogares en 2011. En 2013 estrenó el programa Durmiendo con mi jefe y ha estado trabajando en teatro a pesar de sus problemas de salud derivado de su cáncer de pulmón.
Luz Elena González, quien también fue parte de este proyecto, estuvo presente en las telenovelas más exitosas de los últimos años: Hasta que el dinero nos separe (2009-2010), Una familia con suerte (2011-2012) y Libre para amarte (julio-noviembre de 2014) y actualmente es conductora en Venga la Alegría de TV Azteca.
El canal Clásico TV retransmitió el programa en enero de 2012 hasta octubre de 2012, y desde octubre de 2012 hasta la actualidad se retransmite en el mismo canal pero con su nuevo nombre, Distrito Comedia y en la Actualidad está disponible en Vix muchos de sus episodios.

## Elenco
El elenco estuvo conformado por 21 alumnos (incluyendo a Jorge), dos maestros (la Maestra Canuta y el director Patiño) y dos recurrentes que fueron el chofer y el vendedor de la tienda, el cual los actores que lo interpretaban variarían a lo largo de la serie por motivos de llamado a otros trabajos, despidos, renuncias o reemplazos a última hora.

### Principales
Jorge Ortiz de Pinedo es Jorge del Mazo Geis.
- Es el personaje protagonista de la serie. Suele ser llamado como "Jorgito".
- Es el impuntual e irresponsable del aula. En algunos episodios, Jorge llega más temprano de lo habitual pero solo por causar problemas, se sale para volver más tarde e inventa pretextos como excusa por llegar tarde a clases. Algo particular de él son sus chistes de mal gusto, el cual se los dice tanto a sus maestros como a sus compañeros; incluyéndolos para una broma colectiva. Usualmente da el "chiste de remate" con el que se termina parte del sketch o programa, el cual suele venir acompañado de reglazos hacia Jorge.
- Lleva un atuendo de color verde grisáceo que resulta ser el antiguo uniforme, siendo el único que lo usa en toda la escuela.
- En el último episodio de la serie, vuelve a reprobar el tercer curso de primaria (debido a que no presentó el examen y su lugar fue ocupado por Carlos Espejel, quien ayudó a Rosa Rayita, Virginia y Zoila a pasar el curso, robándose el examen) y todos sus compañeros se gradúan y pasan al cuarto curso de primaria (aunque en 1999, en el episodio en el que Benito Castro aparece como invitado tuvo la oportunidad de graduarse luego de que organizaran una huelga y el director accedió a otorgarles sus certificados, a lo que Jorge se negó argumentado que todos tendrían que ponerse a trabajar) por lo que sería el único de todos los alumnos en continuar en La Escuelita VIP, manteniendo su mismo comportamiento hacia los maestros y sus nuevos compañeros, inclusive con la maestra sustituta. Algunos integrantes como Virginia del Chimichurri y Rosa Celeste (ahora bajo el nombre de Lucecita González) aparecían en el siguiente programa, incluyendo a Zoila Gordoa Delgadillo en una actuación especial. En la serie Una familia de diez, el personaje de Plácido López tiene cierto parecido con Jorgito ya que en su adolescencia mostro el mismo comportamiento en la escuela, esto se menciona cuando el director Patiño aparece como invitado en dicha serie.

Martha Ofelia Galindo es la Maestra Canuta Lombardo Paredes.
- Es la maestra que dirige el tercer curso de primaria.
- Tiende a vestir de una manera folclórica con un peinado extravagante (muy similar al estilo de Frida Kahlo) y con sobrepeso, haciendo alusión a algunas figuras políticas de la época.
- Su actitud frente a los alumnos es muy agresiva y casi siempre le pega a cualquier estudiante con la regla por cualquier indisciplina o a la menor provocación contra su autoridad, inclusive llegó hasta jalarle el cabello a Jorge en algunos episodios. Debido a su actitud con los alumnos, es considerada la villana principal de la serie.
- A pesar de los malos tratos que casi siempre les propina, sus alumnos la aceptan mucho y también la quieren como su maestra tanto que en un episodio tuvieron la oportunidad para que ella pagara por todo lo malo que casi siempre les hacía y fuera despedida de su profesión pero en lugar de unirse en su contra, la siguieron prefiriendo como su maestra.
- Tiene un no muy secreto romance con el director, aunque a veces también lo agarre a reglazos.
- Se llegó a revelar que perdió a sus padres en un accidente mientras estaba en la escuela, lo que supondría su mal carácter con los alumnos.

David Villalpando es el Dir. Rigoberto Patiño Pantoja.
- Es el director de la escuela que tiene que supervisar personalmente el progreso de cada grupo en cada salón de la escuela, especialmente el progreso del grupo en el salón de Jorgito y su pandilla.
- Debido a que padece estrabismo (tiene los ojos desviados y no ve bien) le dicen el "profesor Birolo" o el "maestro Birolo".
- También cuenta con su regla y a veces termina involucrándose en los chistes contra la maestra Canuta, también recibiendo reglazos. Es considerado el villano secundario de la serie.
- Tiene un romance con la maestra Canuta, aunque también suele coquetearle a cualquier mujer hermosa que vea.
- Constantemente es blanco de chistes de los borrachos y del alcohol, esto debido a un no muy evidente hábito que tiene.

### Personajes secundarios
Homero Ferruzca es Homero Cárdenas.
- Es el mejor amigo de Jorge. Por lo general, suelen llamarlo "Homerito".
- Es el "chaparrito" del salón, por lo que se gana ciertos apodos como "Sotaco", y es blanco de chistes sobre estatura.
- Es originario de Jalisco, por lo que siempre menciona que es de los Altos de Jalisco.
- Visualmente, se caracteriza por llevar un uniforme negro y no el tradicional blanco con azul marino, lo que parece indicar que sus padres no le compraron el uniforme de la escuela o (se cree que) es jefe de grupo.
- Cada vez que llega un alumno o alumna invitada al salón, los maestros le ordenan que ceda su pupitre (que casualmente está a lado de Jorge) y se sentara en otro lado.
- Una de sus mayores particularidades es su forma de llorar. Cada vez que le pegan, se pone a llorar soltando un grito muy fuerte de tal forma que las lágrimas se le salen a chorros, y que mojaban a cualquiera que estuviera cerca a él. La forma de frenar su lloriqueo es justamente pegándole en la cabeza. Irónicamente, su risa es igual de fuerte, siendo la más notable de la clase.
- Bajo ciertas situaciones, suele impostar su voz en tono grave para hablar como político (puesto que por su apellido viene haciendo referencia al político Cuauhtémoc Cárdenas), el cual es su mayor sueño en la vida.
- Se revela que está enamorado de Casimira.
- Dejó de aparecer al igual que Casimira y Rosa Dávalos Montes en 2002, aunque más tarde aparecería en el programa Vida TV, conducido por Héctor Sandarti, Galilea Montijo y Lili Brillanti. Después de su salida de la serie, fue reemplazado por Carlos Espejel, quien interpretó el rol del "chaparro" del curso. Solamente aparecería en el programa en algunas ocasiones en los créditos finales al igual que Rosa Dávalos Montes, Isela Chico, Casimira y Gerardito en numerosos musicales como el de los Timbales del cura de Villalpando, 12 elefantes, Los 10 perritos, Martinillo y Una mosca parada en la pared.

Carlos Espejel es Carlos Patiño.
- Es el de menor estatura del salón, por lo que se gana apodos como "Charalito". Suele ser llamado "Carlitos" o también "Carlangas". Se revela que es miembro de una familia muy conservadora de Celaya, Guanajuato.
- Es el sobrino del director Patiño, pero de igual manera, suele burlarse de su propio tío y la maestra. Cuando llegaba algún alumno invitado o alguna alumna invitada al salón solía ceder su asiento (de la misma manera que sucedió con Homero), salvo en algunas ocasiones.
- Fue uno de los últimos alumnos en integrarse al salón. Al principio, sólo apareció como un alumno invitado en 1999 (cuando curiosamente Homerito (de quien sería el reemplazo), y Casimira (quien salió del programa antes de su incorporación al mismo) integraban el elenco, y en la segunda, en 2001, cuando Gerardito ya había salido del programa ya que se fue al programa de Don Francisco Presenta, y Rosa Dávalos Montes (quien fue reemplazada por Rosita Rayita también integraba el elenco), pero a partir de 2002 se unió al elenco principal reemplazando a Homero Ferruzca, aunque aparecerían juntos en algunas obras teatrales de la escuelita en el Teatro Blanquita de la Ciudad de México.

Gerardo Flores es Gerardo Muñoz Dedo.
- Es otro amigo de Jorge. Suelen referirse a él como "Gerardito".
- Es el músico de la clase, ya que siempre compone canciones hacia los maestros y algunas veces de forma irrespetuosa.
- Su mayor característica es que es el más chiquiado del salón, ya que suele decir casi cualquier palabra con diminutivos, siendo la maestra Canuta la única que se molesta por este detalle y le dé reglazos.
- Se le considera el más estudioso del salón a pesar de siempre reprobar en casi todas las materias como el resto de sus compañeros.
- En uno de los episodios, se presentó junto a su hermana Laura Flores, donde dieron vida a su papel de hermanos.
- Usualmente, al interpretar una canción a los maestros con sus compañeros, suele traer un instrumento musical, generalmente un pequeño piano.
- Dejó de aparecer a mediados de 2001, ya que Gerardo Flores se fue de México y viajó a los Estados Unidos para vivir en Miami, Florida, quedando como director musical del actualmente desaparecido programa de la cadena estadounidense Univisión llamado Don Francisco Presenta, dejando de aparecer por primera vez en el episodio en el que la abuelita de Jorge relata el cuento de Aladino. En los créditos iniciales, debido a su salida del programa, se omitía su nombre entre Homero y Poncho por una parte instrumental musical.
- Después de su salida de la serie, quienes componían canciones hacia los maestros fueron Jorge y a veces Homero y Carlangas.

Pompin Tercero - Poncho el Chico.
- Es amigo de Jorge. Suelen referirse a él como "Poncho" o "Ponchito". Además se hace llamar "Poncho el Chico", esto debido a que suele decir: "¡Yo soy Poncho el Chico, porque mi papá es Poncho el Grande!", esto en alusión a su padre Pompín Iglesias. Suele acompañar esto haciendo ademanes con la mano similares a la "Britney señal".
- Es el más delgado y malnutrido del salón debido a que no suele alimentarse muy bien. Asimismo, es un completo cabeza hueca y el menos inteligente del grupo, por lo que es blanco de varios apodos como "Tonto", "Menso" o "Baboso".
- Es hermano de Isela Chico, una niña de cabello rubio y con una muñeca de trapo con el cabello del mismo color que el cabello de ella.
- Suele tener ciertos roces o diferencias con algunos de su curso. Con Zoila o Gordonio, suele perseguirlos bajo el argumento de que tiene tanta hambre que se comería a la "gordita" o al "gordito". También suele ser muy cariñoso con algunas de sus compañeras como Virginia. El más frecuente es con Agapito (con quien no se lleva bien), a quien casi no lo tolera por sus insinuaciones, y casi siempre va diciendo "¡Sí es, sí es!"; a lo que la maestra o el director preguntaban "¿Sí es qué?", y solía responder cualquier cosa refiriéndose a la "homosexualidad" de su compañero.

Queli es Próculo Adame.
- Es amigo de Jorge y con la única de sus compañeras con la que se lleva bien es con Pamela, quien al igual que Gerardito, Lola, Rosita Rayita, Jorge y Carlangas solían defenderlo aclarando lo que había dicho.
- Es el gangoso del aula. Su particularidad es que en lugar de mostrar su cara, usa una máscara de luchador; cada vez que los maestros le preguntan algo, él suele responder alguna frase que suena muy grosera (algunas veces haciendo comentarios sexuales a Virginia, Pamela y Lola, o insultos a Agapito o a la maestra Canuta y el director Patiño), así que Jorge hace de traductor para que le entiendan, cosa que en realidad suele ser muy falsa. De igual modo, era muy raro que Agapito se burlara o hiciera algún comentario de él (salvo a abrazarlo, haciendo que este lo empujara) ya que era su padre en la vida real.
- En algunas ocasiones hablaba de forma clara, pero esto fue usualmente por casualidad y cada vez que le pedían que lo repitiera ya no podía hacerlo.
- Era algo peleonero sobre todo con Poncho; y con Lola Meraz, en alguna ocasión.
- Desde abril de 1999 y hasta enero del 2000 usaba la máscara oficial de El Santo, y desde enero del 2000 hasta febrero de 2003, usó otra máscara para evitar demandas por parte de El Hijo del Santo. También usaría una máscara con forma de lentes, otra de color negro con picos en la cabeza al estilo Punk (con la cual apareció en un sueño de Jorge en el episodio en el que Adal Ramones aparece como invitado), otra con una carita feliz y una con la cara del Señor Barriga (interpretado por Édgar Vivar) en el episodio en el que La Chilindrina aparece como invitada y todos se caracterizan de personajes de la vecindad del programa El Chavo del Ocho.
- Luis Miguel Hernández "Queli" falleció el 24 de marzo de 2023 (confirmado por su sobrino y por el mismo Jorge Ortiz de Pinedo), siendo el tercero en fallecer dentro del reparto original y principal de la serie. Su muerte tuvo lugar un día antes de la de Chabelo.

Luz Elena González es Rosa Celeste.
- Es llamada la más bonita de todo el salón.
- Según lo que se veía, Jorge estaba enamorado de ella.
- No parece ser muy lista ya que parece confundir las cosas que le dicen y malinterpretarlas con otra cosa.
- Aunque fue sustituida brevemente por Patricia Álvarez en algunos episodios, solamente estuvo presente en 1999 para después ser reemplazada por Anastasia, aunque regresaría al elenco de La Escuelita VIP con el nombre de Lucecita González.

Patricia Álvarez es Rosa Meza Cabeza.
- Es la más bonita de todo el salón. Asimismo, los alumnos están enamorados de ella, especialmente Jorge, debido a que es rubia.
- Fue la breve sustituta de Luz Elena González durante un tiempo en la primera temporada.
- Con el regreso de Luz Elena a la serie, Patricia Álvarez dejó de aparecer en la serie. Solamente apareció en 1999.

Anastasia es Rosa Dávalos Montes.
- Es la más bonita de todo el salón. Suelen referirse a ella como "Rosita" o también "Boquitas".
- A diferencia de Rosa Celeste y Rosa Meza Cabeza, era la novia de Jorge, quien se le declaró en el episodio Son novios, en el cual Homero declara su amor a Casimira, lo que ocasiona una confusión que hace enojar a Homero y Rosita al creer que Jorge esta enamorado de Casimira, lo cual es aclarado para suerte de los cuatro compañeros.
- Jorge, quien al estar enamorado de ella, siempre solía defenderla de sus compañeros, especialmente de Homero, Gordonio y del mismo director Patiño.
- Apareció a partir del 2000 junto a Isela Chico y Virginia del Chimichurri reemplazando a Rosa Celeste y Rosa Mesa Cabeza, y dejó de aparecer en 2002, siendo reemplazada por Mariana Ríos con el personaje de Rosita Rayita.

Mariana Ríos es Rosita Rayita.
- Es la más bonita de todo el salón e incluso llegó a enamorar a Evelio Arias en su participación como invitado en el programa, lo que causó el enojo de Jorge.
- Tiene una voz graciosa e infantil por lo que es su mayor característica. Además, se distingue físicamente por tener pechos grandes, por los cuáles es objeto de burlas, bromas y piropos aunque esto parecía no molestarla mucho.
- Fue el reemplazo de Anastasia durante la serie.
- Fue la última alumna en entrar al grupo remplazando a Rosa Dávalos Montes. Apareció a partir de 2002.
- Curiosamente, por motivos de tiempo, es el único personaje principal de la serie que no posee su nombre ni presentación en la intro de la serie como el resto de los personajes.
- Fue la última integrante del grupo en llamarse Rosita, después de Rosa Celeste, Rosa Meza Cabeza y Rosa Dávalos Montes. A su entrada a la serie cautivo a sus compañeros, quienes le lanzaron piropos, recibiendo reglazos por parte de la maestra Canuta. Tanto Jorge como Carlangas, Poncho y Gordonio le dijeron piropos, salvo Próculo al no poder hablar correctamente. Su última aparición sería en una obra crossover entre Cero en conducta y La Escuelita VIP en la cual en una de las escenas Jorgito se iba de pinta de la escuela con ella y Roxanita.
- A diferencia de Rosa Dávalos Montes, ella ya no era la novia de Jorge, pero solía coquetearlo en varios episodios.

Luisa Fernanda es Isela Toro.
- Es la mejor amiga de Virginia del Hoyo. Junto con ella, son las más creídas y presumidas de todo el salón que a su vez era la más lista ya que a veces respondía cosas de manera intelectual para echárselos en cara a sus compañeros.
- Curiosamente, fue la que menos salió de todos los personajes en todas las temporadas y nunca se supo el motivo.
- Tras su salida de la serie, se mencionó en el primer episodio con Chabelo como invitado, que fue transferida a otra escuela. Solamente apareció en 1999, al igual que Rosa Celeste, Rosa Meza Cabeza, Virginia del Hoyo y Carmela.

Noemí Palafox es Isela Chico.
- Es la hermana de Poncho. Apareció por primera vez junto a Anastasia y Shamila siendo los reemplazos respectivos de Isela Toro, Rosa Celeste, Rosa Meza Cabeza y Virginia del Hoyo. Carmela ya había sido reemplazada por Pamela un año antes.
- Curiosamente, ella no era tan tonta como su hermano Poncho y tampoco era malnutrida ni delgada, pero era bastante torpe a tal grado que en alguna ocasión se tropezó con un vestido de china poblana o cuando accidentalmente golpeo a su hermano cuando daban un recital en inglés.
- Cada vez que decían que su hermano Poncho era menso ella sin querer lo delata más o ella misma decía que era más mensa que él, un pobre intento de defenderlo sin éxito.
- A mediados de la temporada del 2000, se caracterizó por tener una muñeca de trapo de cabello rubio en sus manos que luego de su salida terminó en el estante del salón junto con otros muñecos usados en la serie.
- Fue el reemplazo de Luisa Fernanda (con quien comparte la misma curiosidad de ambas haber sido integrantes del grupo Garibaldi). Apareció a partir del 2000 (cuando Zoila integraba el rol de la gordita del curso) y dejó de aparecer a finales de ese mismo año, siendo reemplazada por la abuelita de Jorge (cuando el elenco ya estaba integrado por Gordonio, en el rol del gordito del curso). Fue mencionada más adelante en la serie en el episodio en el que Carlangas y Jorge realizan un proyecto de física, mencionando que la tísica es la hermana de Ponchito. Dicho esto, solamente apareció en el 2000.

Lourdes Deschamps es Lola Meraz.
- Es la mejor amiga de Jorge.
- Es la niña más masculina del salón. Asimismo, es la más ruda y agresiva de todas las alumnas.
- Su vestimenta es inicialmente menos reveladora que la de las otras. Además, suele usar un sombrero escolar como las demás alumnas en los primeros episodios, pero luego fue reemplazado por un sombrero de cowgirl, aunque portaba sus clásicas armas de juguetes. En ocasiones, llevaba consigo un muñeco al igual que Agapito, quien portaba primero un oso antropomórfico y después uno de peluche.
- Siempre que alguien la molestaba (principalmente por chistes de "machorras") ella les apuntaba con sus pistolas de juguete y simulaba que les disparaba.
- Al igual que Rosa Rayita, se caracterizaba por tener pechos grandes y recibir bromas por eso, aunque de igual manera que con Rosita, no se molestaba mucho por ello.
- Una reacción que no se vio mucho, es las veces que se le levantaban las coletas cada que la maestra Canuta o el director Patiño le pegaban con la regla. Esta reacción se vio en los episodios "Un Alumno de Mucho Peso" y "Fin de Cursos" del 2000. Al igual que los maestros, Jorge, Poncho el Chico, Próculo y Agapito, ella también estuvo presente durante toda la serie.
- Lourdes Deschamps falleció el 28 de diciembre de 2018, confirmado por su esposo Jesús Ramírez, siendo la primera en fallecer dentro del reparto original y principal de la serie.

Lorena Álvarez es Carmela Garren de la Colina.
- Era la más llorona del salón; fue suficiente con decir algo "inofensivo" de ella para hacerla llorar. Es conocida como "Mela".
- Ocasionalmente, solía llevar un bote de agua con la cabeza de Minnie Mouse, aunque en sus últimas apariciones llevaba un peluche de un patito amarillo parecido a Big Bird.
- Solamente apareció hasta mediados de 1999, siendo reemplazada por Patty Ardón, aunque aparecerían juntas en algunas obras de la escuelita.
- Curiosamente, por razones desconocidas, su nombre aún era mencionado aunque ya había sido reemplazada por Pamela, hasta la llegada de Gordonio.

Patty Ardón es Pamela Rosas.
- Es la niña más "naca" del salón. Estaba enamorada de Jorge, aunque Jorge nunca estaba interesado en ella. Era la mejor amiga de Próculo.
- Se caracteriza por ser la menos inteligente de las alumnas y hacer pucheros cada vez que le pegaban o se burlaban mucho de ella. Inicialmente tenía el pelo corto, después unas coletas con una cuerda en la frente y al final, llevaba un cabello largo con rayitos de colores siendo el personaje que más veces cambió de imagen a lo largo de la serie.
- Apareció a mediados de 1999, siendo el reemplazo de Lorena Álvarez (curiosamente antes de entrar al programa, fue corista del programa Una Tras Otra de TV Azteca qué sería el último en vida del conductor Paco Stanley).
- Curiosamente, su nombre fue mencionado como Carmela por razones desconocidas, hasta que Rubén Cerda se incorporó al elenco de la serie.

Erika Blenher es Virginia del Hoyo / Ricarda de los Montes.
- Es la niña más creída y presumida de todas, solo por ser la más "rica" del salón (a pesar de que siempre decía en algunos episodios que su papá tenía un "puesto de jugos"). Al graduarse, en el último episodio de la serie, se muestra que de grande atiende dicho puesto de jugos que le heredo su papá.
- A pesar de que a veces le caía mal al resto del salón, no dudaba en ayudarlos en algunas situaciones que lo requerían como cuando trato de conseguir junto con Zoila y Carlangas $10000 MXN para pagar las llamadas telefónicas estafando al director Patiño con unos cuadros mal hechos.
- Solamente apareció en 1999, pero regresó al programa en 2002, esta vez con el nombre de Ricarda De Los Montes, manteniendo su mismo rol.
- Al igual que Luz Elena González en La Escuelita VIP, adoptó dos papeles distintos dentro de la serie.

Shamila es Virginia del Chimichurri.
- Es la extranjera del aula ya que vino de intercambio desde Buenos Aires, Argentina, mismo rol que mantendría Dick Crazy en La Escuelita VIP, solo que en este caso era un alumno de intercambio de los Estados Unidos. Una chica que tiene acento argentino y frecuentemente sus chistes rondaban sobre los estereotipos comunes de los chistes de argentinos, especialmente sobre su acento y su actitud muy pesada.
- En una ocasión confeso extrañar su país por lo que los alumnos tuvieron que consolarla cantando temas típicos de su país Argentina.
- Siempre suele bailotear de manera inquieta al ponerse de pie, y su frase típica es "Es que como sho ("yo" en acento estereotípico argentino) soy argentina no entiendo nada". Asimismo, es la que tiene el vestido más revelador de todas las alumnas, lo que llamaba la atención de Jorge, Poncho y El Pirruris.
- Fue el reemplazo de Erika Blenher en la serie, aunque esta regresaría posteriormente con otro nombre para no confundir a la audiencia.
- Apareció a partir del 2000 junto a Anastasia (con quien a igual que Carlos Espejel había aparecido en el programa Humor es... Los Comediantes) y Noemí Palafox. Si bien es una alumna que está de intercambio, se revela que su familia también reside en México, ejemplo de ello es en el segundo episodio del día de las madres cuando su madre Mafalda la Bofe del Chimichurri acude al festival, y en La Escuelita VIP cuando menciona que su padre lamentablemente se ha quedado sin trabajo.
- Fuera de la serie, Shamila también ha interpretado al personaje de Virginia del Chimichurri y ha actuado al lado de artistas como Jorge Ortiz de Pinedo, El Pirruris, Coque Muñiz, Rafael Inclán, Mauricio Herrera, Alfonso Zayas, Roxana Martínez, Héctor Suárez Gomis, Jaime Rubiel, Gilberto Gless y César Bono.
- Además de Luz Elena González y Sheyla (sólo en una actuación especial), ella también regresaría al elenco de La Escuelita VIP bajó el argumento de que esta vez, había reprobado el cuarto curso de primaria y tuvo que regresar al tercer curso de primaria (apareciendo por primera vez en el episodio en el que Jorge Ortiz de Pinedo, El Pirruris, Polo Polo, Coque Muñiz y Mauricio Herrera critican a Eugenio Derbez por los comentarios que había dicho en contra del programa), conservando su mismo nombre de Cero en Conducta para la serie, "Virginia del Chimichurri". Su última aparición dentro de la saga de los programas de la escuelita sería en el episodio 38 de La Escuelita VIP (al lado de Jorge Ortiz de Pinedo, Roxana Martínez, Rafael Inclán y Mauricio Herrera), en el que el director Patiño hipnotiza mucho a la maestra Canuta.

Mariela Roldán es Casimira Beteta Mirón.
- Es la "nerd" del salón. Al igual que Pamela, Virginia del Hoyo (más tarde Ricarda de los Montes), las dos primeras Rositas, Lola Meraz, Isela Toro y Zoila y Carmela, su vestimenta inicialmente no era reveladora, cosa que fue cambiando conforme avanzó la serie, específicamente en el año 2000.
- Es una chica hermosa pero tremendamente miope, la más inteligente del salón, pero usualmente cae en muchos chistes relacionados con los nerds y con su vista corta, de un rostro bonito que usualmente admiraban todos, excepto ella que era incapaz de verlo sin sus anteojos puestos.
- Inicialmente, era la consentida de la maestra y el director ya que fue la única de todo el salón que no recibió reglazos, aunque más tarde en la serie dejó de ser la consentida de ellos y empezó a recibir reglazos como todos los demás; aun así en algunas ocasiones la defendían de las burlas y el acoso de Jorge, Homero y Gordonio.
- En el episodio Son novios, se muestra que ella y Homero se hacen novios.
- Dejó de aparecer al igual que Homero (quien fue reemplazado por Carlos Espejel) y Rosa Dávalos Montes (quien fue reemplazada por Mariana Ríos) en 2002, el mismo año del regreso de Sheyla y Erika Blenher a la serie, dejando de aparecer por primera vez en el episodio en el que El Pirurris aparece como invitado.

Sheyla es Zoila Gordoa Delgadillo.
- Es la "gordita" del grupo. Una estudiante inteligente, con una voz de pitillo que a veces da los chistes más creativos aunque siempre tienden a burlarse de ella por su obesidad, en algunas ocasiones llegaba a pelearse con otras compañeras por ese motivo regresándoles el insulto primero en la terminaba en bronca donde intervenía Jorge a separarlas.
- Usualmente no soportaba el hambre (posiblemente por tener castigado el recreo) y se comía una torta exageradamente grande.
- Generalmente, lleva en sus brazos una muñeca o una torta.
- Salió de la serie (en la que estuvo desde que el elenco estuvo integrado por Luz Elena González, Patricia Álvarez (por un tiempo), Luisa Fernanda, Erika Blenher (aunque regresaría brevemente) y Lorena Álvarez) a mediados del 2000 siendo reemplazada por Rubén Cerda, pero regresó en 2002 (cuando Carlos Espejel y Mariana Ríos se incorporaron al elenco, el mismo tiempo cuando Homero Ferruzca, Anastasia y Mariela Roldán abandonaron el elenco y cuando Erika Blenher se reincorporó al elenco) en donde curiosamente interpreta el rol de la supuesta novia de Gordonio.
- También tuvo una actuación especial en La Escuelita VIP, donde apareció al lado de los integrantes del elenco de dicho programa como Coque Muñiz, Rafael Inclán y Roxana Martínez.

Rubén Cerda es Gordonio Arredondo de la Maza.
- Es el "gordito" del aula. Apareció a partir de mediados del 2000, siendo el reemplazo de Sheyla, aunque regresaría brevemente.
- Gordonio tomó el lugar de Zoila en el papel del estudiante obeso, aunque sus chistes se reflejaban más en los "temblores" que Gordonio desataba al caminar de un lado al otro del salón, un chiste que fue originalmente de Zoila. En ocasiones, Gordonio y Casimira, discutían entre ellos con comentarios relacionados con la Ceguera y a la obesidad, de igual manera primero con Homero y después con Carlangas, discutía llamándolos "Sotaco". Jorge, Homero y Poncho solían burlarse mucho de él con comentarios muy ofensivos. En el episodio "Un estudiante de mucho peso", Gordonio se disfraza de superhéroe y defiende a sus compañeros de un asaltante, pese a que en un principio se habían burlado mucho de él, y en el segundo episodio navideño de la serie, Jorge cree que se disfrazó de Santa Claus e hizo que Próculo pudiera hablar bien, que Casimira pudiera ver bien sin usar sus anteojos, que le llevó un pollo asado grande a Poncho, y le mostró a la maestra Canuta sus padres que ya habían fallecido, aunque el le aclara a Jorge que no fue él, porque nunca encontró el traje de Santa Claus que él escondió. También en varias ocasiones se mostró que Gordonio de grande sería globero, vendedor de tacos y tortas, así como vendedor de discos, entre los que tenía El submarino amarillo.
- También es el tercer alumno que no lleva el uniforme escolar ya que lleva un traje azul marino con corbata blanca, lo que supone que no había uniformes de su talla debido a su gran obesidad.
- Al regreso de Sheyla a la serie, se argumentó que Gordonio y Zoila según eran novios, aunque nunca se supo con exactitud si en realidad eran novios o no.

Mike Hernández es Agapito Melo Aguirre.
- Es el "rarito" del salón y un estudiante con actitud delicada y afeminada al que le hacían burla por su preferencia sexual, sobre el cual caían siempre los chistes con los que se solían ofender mucho a los homosexuales, contaba chistes femeninos y siempre se juntaba mucho con las mujeres y se acercaba mucho a los hombres, ya que estaba enamorado de ellos, especialmente a Jorgito, Carlangas y Próculo, quienes siempre reaccionaban empujándolo, lo cual le hacía llamarles "bruscos".
- Suele llamarle "marchanta" a la maestra Canuta por su vestimenta, y es víctima de las burlas de Poncho el Chico que decía que "Sí es, sí es". En algunas ocasiones, se vengaba de Poncho golpeándolo con su oso de peluche o regresándole la frase, pero relacionada con su tontees; en el episodio del campamento Pepe Magaña lo defiende de Poncho. A la vez, es el que recibe los reglazos más duros por parte de la maestra Canuta ya que estos suelen hacerlo caer al suelo, curiosamente a diferencia del resto de sus compañeros no tiene sombrero o gorro puesto en la cabeza pero llevaba una mochila o morral.
- Fuera del programa, Mike fue hijo de Luis Miguel Hernández "Queli", quien interpretaba a Próculo Adame.
- Curiosamente, sólo son él y Próculo los que salen en todos los episodios de la serie, ya que Jorge no salió en el penúltimo episodio, y el director Patiño no apareció en la segunda parte del cuento de Blancanieves, la maestra Canuta también estuvo ausente en algunos episodios de la serie.
- Curiosamente, su nombre está escrito erróneamente como Miki Hernández hasta la temporada del 2000.
- Mike Hernández falleció el 13 de noviembre de 2020 (confirmado por su propio padre, "Queli"), siendo el segundo en fallecer dentro del reparto original y principal de la serie.

### Personajes recurrentes
María Alicia Delgado es Doña Gertrudis.
- Es la abuelita de Jorge.
- Suele defender mucho a los alumnos de los reglazos de la maestra Canuta y el director Patiño, especialmente a su nieto Jorge.
- En algunos episodios contaba historias, en las cuales el grupo y los maestros estaban involucrados. Los relatos eran parodias a cuentos infantiles como Blancanieves y los siete enanos (en el cual Virginia del Chimichurri y la maestra Canuta eran las villanas del cuento), Aladino (en este caso el villano del cuento era el director Patiño), el Traje nuevo del emperador, Robín Hood y el Gato con botas.
- Apareció por primera vez en el 2000, pero a partir de 2001 se unió al elenco principal, reemplazando a Isela Chico. Fue mencionada en un episodio de La Escuelita VIP.

Humberto Dupeyrón es Don Beto.
- Es el dueño de la tiendita de la escuela.
- Siempre solía ser engañado o chantajeado por los alumnos, especialmente por Jorgito, quien casi siempre busca un pretexto para sacarle cosas gratis de la tiendita.
- Fue mencionado en el programa en el 2000, pero a partir de 2002 se unió al elenco, al mismo tiempo que Carlos Espejel y Mariana Ríos y el regreso de Erika Blenher y Sheyla.
- Es considerado como el tercer villano de la serie ya que también solía darles de bastonazos a los alumnos, tanto a Jorgito como a Gordonio y Agapito.
- Aunque fue interpretado por diversos actores a lo largo de la serie por motivos de llamado a otros trabajos, renuncias, despidos o reemplazos a última hora, es probable de que Humberto Dupeyrón sea el más recordado.

Raúl Padilla "Chóforo" es Don Chóforo Machuca.
- Es el chofer del autobús de la escuela.
- Solamente apareció en 1999, cuando los alumnos y los maestros iban a un campamento de verano (cuando Carmela integraba el elenco) y de excursión al zoológico (cuando Pamela Rosas ya se había integrado al elenco reemplazando a Carmela). Volvería al elenco de La Escuelita VIP con su mismo nombre.
- Raúl Padilla "Chóforo" falleció el 24 de mayo de 2013, siendo el primer actor que participó y tuvo un rol (aunque secundario) en la serie en fallecer.

## Actuaciones especiales
Famosos que estuvieron en Cero en conducta:
- Adal Ramones
- Adalberto Martínez "Resortes"
- Carlos Espejel
- Adriana Riveramelo
- Arturo García Tenorio
- Aida Pierce
- Alfredo Adame
- Andrea Legarreta
- Martha Carrillo
- Aracely Arámbula
- Arath de la Torre
- Arturo Peniche
- Benito Castro
- Carlos Bonavides
- Carlos Eduardo Rico
- Daniela Romo
- Eduardo Santamarina
- Enrique Bermúdez "El Perro" de la Serna
- Ernesto Laguardia
- Evelio con V Chica
- Fernando Arau
- Frances Ondiviela
- Francisco Suárez "Mago Frank" y el Conejo Blas
- Freddy Ortega y Germán Ortega
- Gabriel Soto
- Ivonne & Ivette
- Jaime Rubiel
- Javier Carranza "El Costeño"
- Jennifer Velásquez
- Johnny Laboriel
- Jo Jo Jorge Falcón
- Jorge Muñiz
- José Luis Villarreal "Choche" (Integrante del Grupo Bronco)
- Laura Flores
- Liliana Arriaga "La Chupitos"
- Luis de Alba
- María Antonieta de las Nieves "La Chilindrina"
- María Elena Saldaña "La Güereja"
- Mauricio Herrera
- Mauricio Islas
- Memo Ríos
- Niurka Marcos
- Poncho Vera
- Polo Ortín
- Raúl Padilla "El Chóforo"
- Raúl Vale
- Teo González
- Thelma Dorantes
- Tony Flores
- Vica Andrade y Paula Sánchez
- Xavier López "Chabelo"
- Yekaterina Kiev y Juan Verduzco

## La Escuelita V.I.P.
El programa empezó a principios del 2004 cuando Jorgito del Mazo Geis siguió en el colegio Mártires del Almoloya con sus nuevos alumnos que eran en esta ocasión personalidades de la comedia y el espectáculo mexicano.